# Rio Cartanul
O Rio Cartanul é um rio da Romênia, afluente do Pârâul Moişii, localizado no distrito de Suceava.